# Ioan Mezei
Ioan Mezei (n. 1882, Dej, județul Cluj – d. 11 octombrie 1942, Dej, județul Cluj) a fost un deputat în Marea Adunare Națională de la Alba Iulia, organismul legislativ reprezentativ al „tuturor românilor din Transilvania, Banat și Țara Ungurească”, cel care a adoptat hotărârea privind Unirea Transilvaniei cu România, la 1 decembrie 1918 :p. 85 

## Biografie
Urmează școala primară în orașul Dej și liceul în Gherla, unde susține și examenul de bacalaureat. Studiază la Facultatea de Drept din Cluj, iar examenul de avocat îl susține în Târgu-Mureș. Începând cu anul 1919 a fost avocat în Dej, după ce, în toamna anului 1918 organizase Garda Națională Română din Dej al cărei comandant a fost :p. 85.
Din 1920 a fost primar al orașului Dej, iar din 1928 prefect al județului Someș. A îndeplinit, de asemenea, funcțiile de președinte al Băncii populare Plugarul din Dej, decan al Biroului de avocați din Dej și membru în direcțiunea altor instituții financiare din Dej :p. 178.
În domeniul cultural, Ioan Mezei s-a distins ca membru al ASTREI și al altor societăți culturale românești :p. 85.

## Activitatea politică
Ca deputat în Adunarea Națională din 1 decembrie 1918 a fost delegat al Reuniunii Meseriașilor Români din Dej. Totodată, Dr. Ioan Mezei s-a remarcat ca membru al Partidului Național Liberal, făcând parte și din structurile de conducere ale acestuia :p. 85. 